# Jorge Llopart
Jorge Llopart (katalánsky Jordi Llopart Ribas; 5. května 1952 – 11. listopadu 2020) byl španělský atlet, chodec, mistr Evropy v chůzi na 50 kilometrů z roku 1978.

## Sportovní kariéra
V roce 1978 se stal mistrem Evropy v závodu na 50 kilometrů chůze. O dva roky později na olympiádě v Moskvě vybojoval na této trati stříbrnou medaili. I při dalších startech na vrcholných soutěžích došel do cíle na trati 50 kilometrů mezi prvními, nikdy však už nezískal medaili – na evropském šampionátu v roce 1982 došel šestý, na olympiádě v roce 1984 sedmý, na mistrovství Evropy v roce 1986 devátý. V roce 1991 ukončil kariéru a stal se trenérem. Mezi jeho svěřence patřil mj. Daniel Plaza, olympijský vítěz v chůzi na 20 kilometrů z roku 1992.